# تشارلي غرانت (لاعب كرة قاعدة)
تشارلي غرانت (بالإنجليزية: Charlie Grant)‏ هو لاعب كرة قاعدة أمريكي، ولد في 31 أغسطس 1874 في سينسيناتي في الولايات المتحدة، وتوفي بنفس المكان في 9 يوليو 1932.

## وصلات خارجية
- تشارلي غرانت على موقع الموسوعة البريطانية (الإنجليزية)